# Alvin Stardust
Bernard William Jewry, nome verdadeiro de Alvin Stardust (Muswell Hill, 27 de setembro de 1942 - Ifold, 23 de outubro de 2014) foi um cantor, compositor, guitarrista e ator inglês.

## Carreira

### The Fentones
No início da carreira, Bernard Jewry adotou o nome artístico Shane Fenton, integrando a banda The Fentones. Este era o pseudônimo do então vocalista Johnny Treakston, morto em decorrência de uma febre reumática.
Sem perspectivas de continuar, os demais integrantes (Jerry Wilcox, Mick Eyre, William "Bonny" Oliver e Tony Hinchcliffe) decidiram se separar, mas eles receberam uma carta da BBC, convidando-os para ir a Londres. A mãe de Treakston pediu para que os músicos permanecessem juntos, e mantivessem o nome, para homenagear seu filho. Jewry, então, foi promovido aos vocais, usando o nome Shane Fenton. Com a nova formação, o The Fentones emplacou diversas músicas, com destaque para "I'm A Moody Guy", "Walk Away", "It's All Over Now" e o maior sucesso, "Cindy's Birthday", todas com o selo da Parlophone.

## Pausa na carreira e mudança de nome artístico
Com a separação definitiva do The Fentones, Jewry sumiu das paradas de sucesso, mantendo-se ativo em outras funções, chegando inclusive a trabalhar com sua esposa Iris Caldwell, irmã de Rory Storm. Ainda nos anos 70, adotou o nome artístico Alvin Stardust, com qual usaria durante o resto de sua carreira, tendo emplacado seu maior sucesso: "My Coo Ca Choo", de 1973. "Jealous Mind", "You, You, You", "Red Dress" e "Good Love Can Never Die" foram outras músicas lançadas pelo cantor, que foram destaque nas paradas musicais do Reino Unido.

## Anos 1980
Na década de 1980, Stardust lançou outra música de sucesso: "Pretend", de 1981, foi a quarta música mais tocada no Reino Unido e também chegou a ser destaque nas rádios de Portugal, em 1983. Ele continuaria fazendo shows e lançando várias músicas por toda a década.

## Susto durante show
Durante um show em 1994, Stardust cantava "My Coo Ca Choo" quando produtos pirotécnicos explodiram, e fragmentos atingiram o rosto do cantor, que foi hospitalizado, mas recebeu alta no dia seguinte.

## Vida pessoal e morte
Casado com Iris Caldwell, irmã do também músico Rory Storm, Alvin era pai de 4 filhos (Shaun, Adam, Sophie e Millie Margaret). Morreu em 23 de outubro de 2014, aos 72 anos. Sua morte ocorreu a apenas um mês de Alvin lançar seu primeiro disco após 30 anos. Ele havia descoberto que sofria de metástase de um câncer de próstata.

## Discografia
| Ano  | Título | UK Singles Chart | Selo                |
| ---- | --- | ---------------- | ------------------- |
| 1961 | "I'm A Moody Guy" b/w "Five Foot Two, Eyes of Blue"                                                                              | 22               | Parlophone R 4827   |
| 1962 | "Walk Away" b/w "Fallen Leaves on the Ground"                                                                                    | 38               | Parlophone R 4866   |
| 1962 | "It's All Over Now" b/w "Why Little Girl"                                                                                        | 29               | Parlophone R 4883   |
| 1962 | "The Mexican" b/w "Lover's Guitar" [instrumental, sem Shane Fenton]                                                              | -                | Parlophone R 4899   |
| 1962 | "Cindy's Birthday" b/w "It's Gonna Take Magic"                                                                                   | 19               | Parlophone R 4921   |
| 1962 | "The Breeze and I" b/w "Just For Jerry" [instrumental, sem Shane Fenton]                                                         | -                | Parlophone R 4937   |
| 1962 | "Too Young For Sad Memories" b/w "You're Telling Me"                                                                             | -                | Parlophone R 4951   |
| 1963 | "I Ain't Got Nobody" b/w "Hey Miss Ruby"                                                                                         | -                | Parlophone R 4982   |
| 1963 | "A Fool's Paradise" b/w "You Need Love" [sem o The Fentones]                                                                     | -                | Parlophone R 5020   |
| 1963 | "Don't Do That" b/w "I'll Know" [sem o the Fentones]                                                                             | -                | Parlophone R 5047   |
| 1964 | "Hey Lulu" b/w "I Do Do You" | -                | Parlophone R 5131   |
| 1972 | "Eastern Seaboard" b/w "Blind Fool" [sem o The Fentones]                                                                         | -                | Fury Records FY 305 |
| 1977 | EP: "I'm A Moody Guy" [relançada] / "Walk Away" [relançada] b/w "Cindy's Birthday" [relançada] / "It's All Over Now" [relançada] | -                | EMI Records 2696    |

| Ano  | Título | UK Singles Chart | Selo                       |
| ---- | --- | ---------------- | -------------------------- |
| 1973 | "My Coo Ca Choo" b/w "Pull Together"                                                                                           | 2                | Magnet Records MAG 1       |
| 1974 | "Jealous Mind" b/w "Guitar Star"                                                                                               | 1                | Magnet MAG 5               |
| 1974 | "Red Dress" b/w "Little Darlin'"                                                                                               | 7                | Magnet MAG 8               |
| 1974 | "You You You" b/w "Come On!"                                                                                                   | 6                | Magnet MAG 13              |
| 1974 | "Tell Me Why" b/w "Roadie Roll On"                                                                                             | 16               | Magnet MAG 19              |
| 1975 | "Good Love Can Never Die" b/w "The Danger Zone"                                                                                | 11               | Magnet MAG 21              |
| 1975 | "Sweet Cheatin' Rita" b/w "Come On"                                                                                            | 37               | Magnet MAG 32              |
| 1975 | "Move It" b/w "Be Smart Be Safe (The Green Cross Code Song)"                                                                   | -                | Magnet MAG 39              |
| 1975 | "Angel From Hamburger Heaven" b/w "Be Smart Be Safe (The Green Cross Code Song)"                                               | -                | Magnet MAG 51              |
| 1976 | "It's Better to be Cruel Than be Kind" b/w "Here I Go Again"                                                                   | -                | Magnet MAG 62              |
| 1976 | "The Word is Out" b/w "No Parking Space"                                                                                       | -                | Magnet MAG 71              |
| 1977 | "Growin' Up" b/w "A Hobo's Life"                                                                                               | -                | Magnet MAG 88              |
| 1981 | "Pretend" b/w "Goose Bumps" | 4                | Stiff Records BUY 124      |
| 1981 | "Jealous Mind" [re-issue] b/w "My Coo Ca Choo" [relançada]                                                                     | -                | Magnet MAG 301             |
| 1981 | "A Wonderful Time Up There" b/w "I Love You So Much"                                                                           | 56               | Stiff BUY 132              |
| 1982 | "Weekend" b/w "Butterflies" | -                | Stiff BUY 142              |
| 1982 | "I Want You Back in My Life Again" b/w "I Just Wanna Make Love to You"                                                         | -                | Stiff BUY 152              |
| 1982 | "A Picture of You" b/w "Hold Tight"                                                                                            | -                | Stiff BUY 160              |
| 1983 | "Walk Away Renee" b/w "Victim of Romance"                                                                                      | -                | Stiff BUY 182              |
| 1984 | "I Feel Like Buddy Holly" b/w "Luxury"                                                                                         | 7                | Chrysalis Records CHS 2784 |
| 1984 | "I Won't Run Away" b/w "Tigers Don't Climb Trees"                                                                              | 7                | Chrysalis CHS 2829         |
| 1984 | "So Near to Christmas" b/w "Alright - O.K."                                                                                    | 29               | Chrysalis CHS 2835         |
| 1985 | "Got a Little Heartache" b/w "Again"                                                                                           | 55               | Chrysalis CHS 2856         |
| 1985 | "(The) Clock on the Wall" b/w "Show You the Way" [cancelled single]                                                            | -                | Chrysalis ALVIN 1          |
| 1985 | "Sleepless Nights" b/w "Show You the Way"                                                                                      | -                | Chrysalis CHS 2879         |
| 1985 | "So Near to Christmas" b/w "Alright - O.K." [re-issue] + "(The) Clock on the Wall" b/w "Show You the Way" [double single pack] | -                | Chrysalis ALV 3            |
| 1986 | "Jailhouse Rock (The Coming Out Mix)" b/w "Love is Real"                                                                       | -                | Magnet DUST 1              |
| 1986 | "I Hope and I Pray" b/w "Speak of Love" [dueto com Sheila Walsh]                                                               | -                | Chrysalis ALV 4            |
| 1989 | "Christmas" b/w "Executive" | -                | Honey Bee HONEY 13         |

| Ano  | Título           | UK Albums Chart |
| ---- | ---------------- | --------------- |
| 1974 | The Untouchable  | 4               |
| 1974 | Alvin Stardust   | 37              |
| 1975 | Rock With Alvin  | 52              |
| 1981 | A Picture of You | Non-Chart       |
| 1984 | I Feel Like...   | Non-Chart       |